# 前川站 (新潟縣)
前川站（日语：／ Maekawa eki */?）是東日本旅客鐵道（JR東日本）信越本線的鐵路車站，位於日本新潟縣長岡市上前島町。

## 歷史
- 1964年（昭和39年）8月15日：開業。
- 1987年（昭和62年）4月1日：國鐵分割民營化，成為東日本旅客鐵道的一個車站。
- 2018年（平成30年）6月7日：東出口站前廣場完工並落成啟用。

## 車站結構
側式月台2面2線的地面車站，並設有自動售票機。

### 月台配置
| 月台 | 路線      | 方向 | 目的地           |
| ---- | --------- | ---- | ---------------- |
| 1    | ■信越本線 | 上行 | 柏崎、直江津方向 |
| 2    | ■信越本線 | 下行 | 長岡、新潟方向   |

## 相鄰車站
東日本旅客鐵道（JR東日本）
■信越本線
■普通
來迎寺－前川－宮內